# كورباخ
كورباخ (بالألمانية: Korbach) هي بلدة، district capital، الرابطة الهانزية، مدينة و بلدة ألمانية تقع في ألمانيا في Waldeck-Frankenberg. يقدر عدد سكانها بـ 24,537 نسمة .

## المدن التوأمة
مدن Pyrzyce، فالترزهاوزن، افرانش و Vysoké Mýto هي مدن توأمة لـكورباخ.

## أعلام
- راينر شوتلر
- كارين جاغر
- جانيك باندويسكي
- جينا مور